# That'll Be the Day

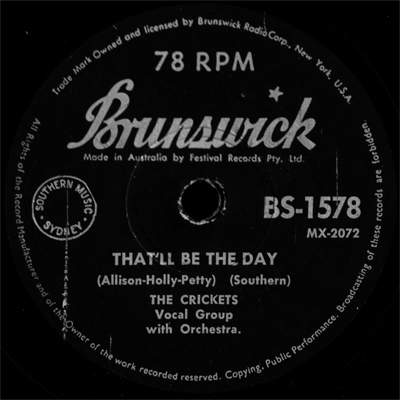
Singeln

That'll Be the Day är en rock'n'roll/rockabilly-låt skriven av Buddy Holly, Jerry Allison och Norman Petty, inspelad av The Crickets med Buddy Holly den 25 februari 1957 och utgiven den 27 maj 1957 på skivbolaget Brunswick med I'm Lookin' For Someone to Love som B-sida. Låten nådde Billboardlistans förstaplats den 23 september 1957 och andraplatsen på R&B-listan samma år. I och med singelframgången bokades Buddy Holly and the Crickets att spela på ett flertal platser, däribland "av misstag" på Apollo Theater som första vita grupp i rassegregationens USA.
Norman Petty fick en kredit som medförfattare, men han var faktiskt inte inblandad i att skriva, utan bara i produktionen av denna välkända inspelning. 

## Om låten
- Låtnamnet kommer från en återkommande John Wayne-replik i filmen Förföljaren (1956).
- Första inspelningen från juli 1956 hos Decca i Nashville[3] utgavs först postumt.
- Listad som #39 på The 500 Greatest Songs of All Time 2004.[4]
- Låten upptogs i USA:s National Recording Registry 2005.[5]

## Covers
- 1958 spelade The Quarrymen (som senare kom att bli The Beatles) in That'll Be the Day och In Spite of All the Danger på en acetatskiva som en kul grej. De båda spåren utgavs kommersiellt på Anthology 1 (1995), 37 år senare.
- 1976 gjorde Linda Ronstadt en cover på sitt Grammy-vinnande album Hasten Down the Wind.
- Som bonusspår på återutgivningen (1999) av The Flamin' Groovies album Teenage Head (1971).
- 1977 gjorde Jerry Williams en cover med sitt då nya band, Roadwork, på LP:n "Too fast to live - Too young to die", Sonet